# Traneröds mosse, Grindhus och Lilla Klåveröd
Traneröds mosse, Grindhus och Lilla Klåveröd är ett naturreservat och natura 2000-område i norra delen av Söderåsen i Klippans och Svalövs kommuner  i Skåne län.

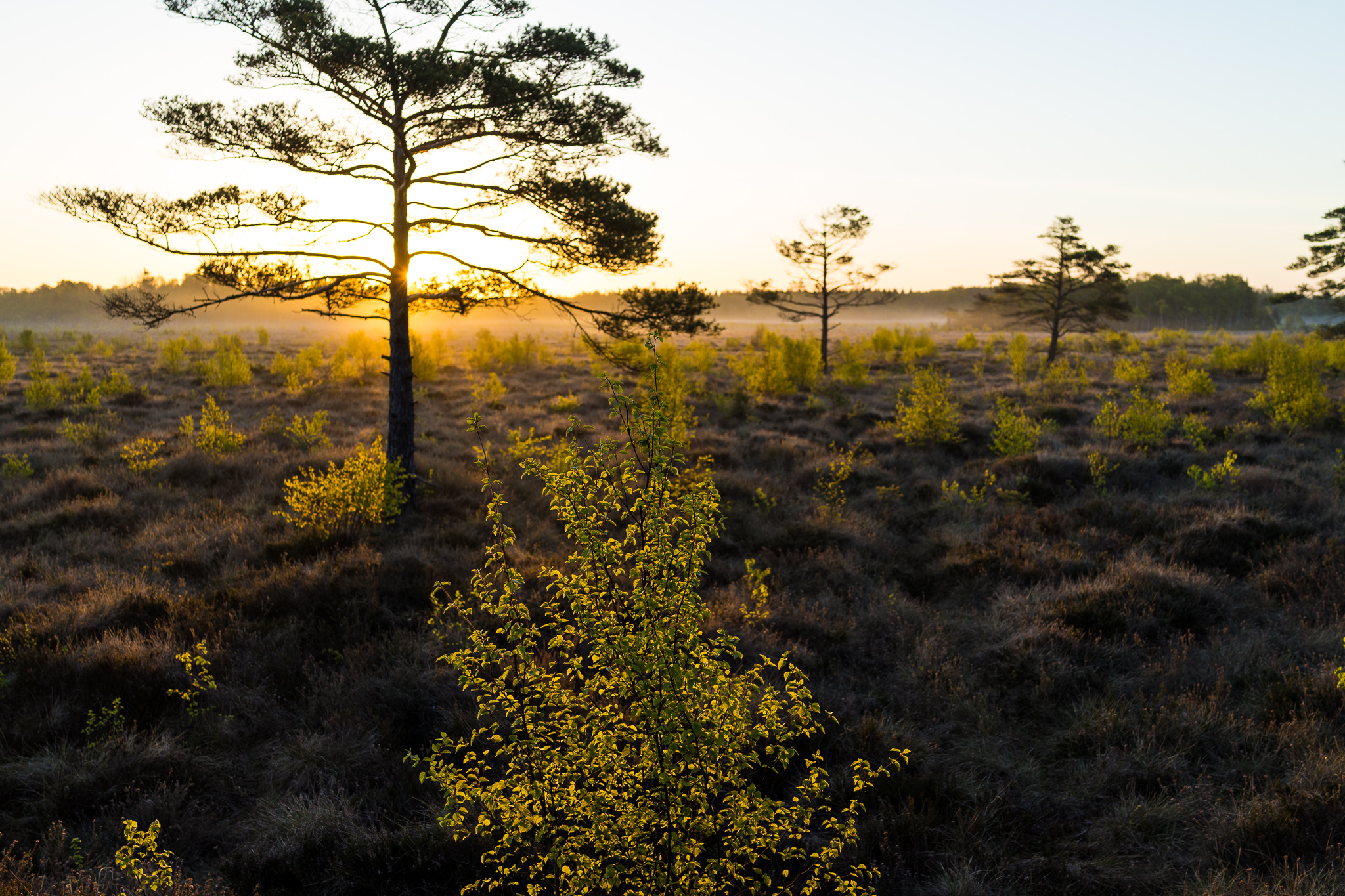
Traneröds mosse 1

Området är naturskyddat sedan 2006 och är 118 hektar stort. Det består av en vidsträckt högmosse som har undgått storskalig dikning, torvbrytning och uppodling. I reservatet finns spår från ålderdomliga jordbrukslandskap så som fägata, stenmurar, odlingsrösen, gamla vägar och terrasserade åkrar. 

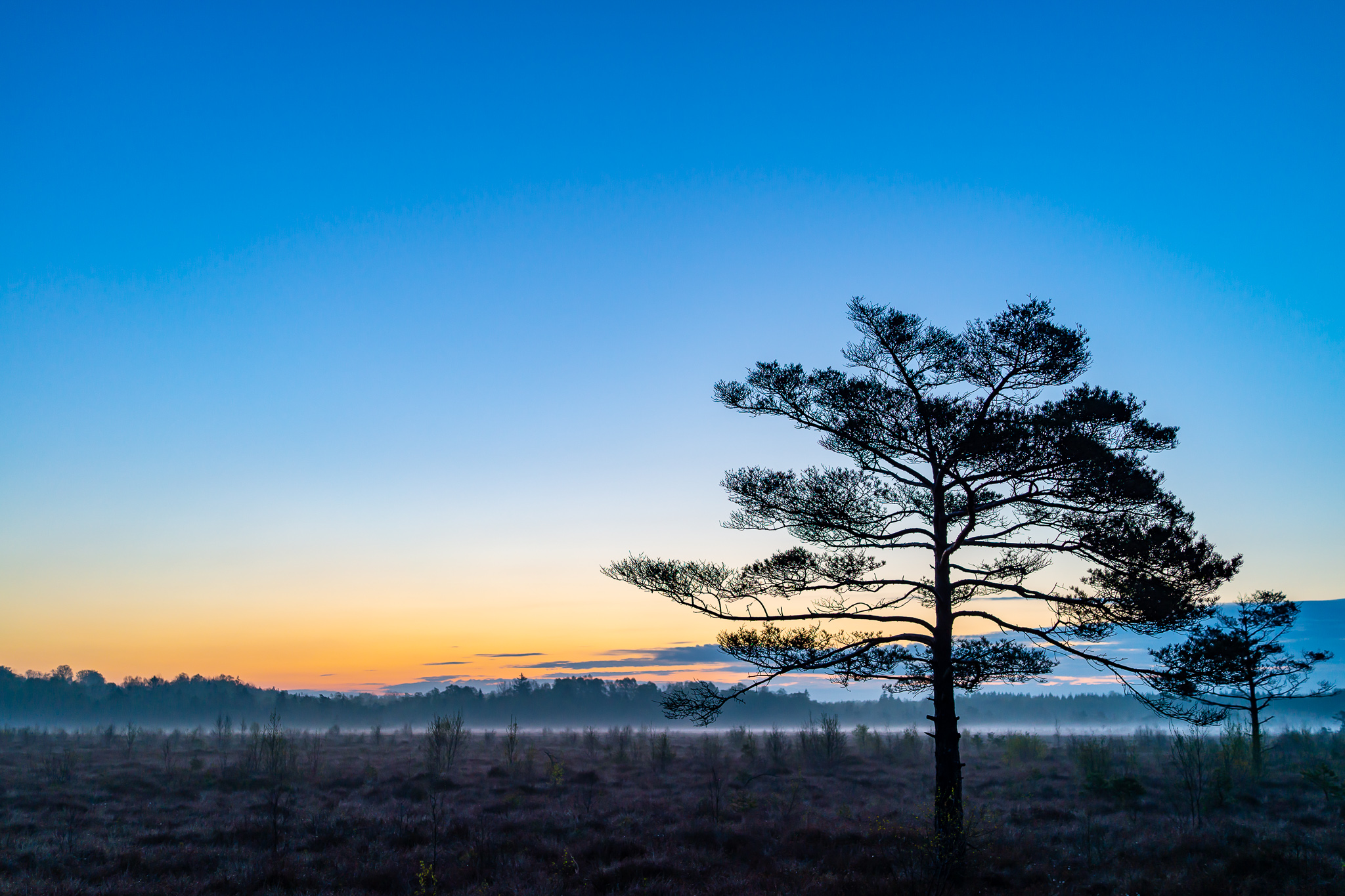
Morgondimma över Traneröds mosse

I reservatet finns en tillgänglighetsanpassad spång som leder ut på mossen. I anslutning till denna finns även dass, fågeltorn och eldstad. I Klåveröds strövområde som ligger alldeles intill den södra gränsen av reservatet finns även rastplats och raststuga. Söderåsleden passerar genom naturreservatet.